# Rahmanullah Gurbaz
Rahmanullah Gurbaz (paschtunisch رحمان الله ګربز; * 28. November 2001 in Afghanistan) ist ein afghanischer Cricketspieler, der seit 2019 für die afghanische Nationalmannschaft spielt.

## Kindheit und Ausbildung
Gurbaz war Teil der afghanischen Vertretung beim ICC U19-Cricket-Weltmeisterschaft 2018.

## Aktive Karriere
Gurbaz gab sein Debüt in der Nationalmannschaft bei einem Drei-Nationen-Turnier in Bangladesch gegen Simbabwe. Während des Turniers konnte er wieder gegen Simbabwe sein erstes Half-Century über 61 Runs erreichen. Im November spielte er mit dem Nationalteam gegen die West Indies und erzielte dabei ein Fifty über 79 Runs. In der Folge war er teil mehrerer nationaler Twenty20-Ligen. Zum Jahreswechsel spielte er dann für die Khulna Tigers in der Bangladesh Premier League. Im Sommer wurde er von den Barbados Tridents für die Caribbean Premier League 2020 verpflichtet. Jedoch konnte er daran nicht teilnehmen, da er kein Visum für das vereinigte Königreich erhielt, um den notwendigen Transit zu unternehmen. Im Januar 2021 gab er sein Debüt im ODI-Cricket gegen Irland und erreichte dabei sein erstes internationales Century über 127 Runs aus 127 Bällen. Dafür wurde er als Spieler des Spiels ausgezeichnet. Im März 2021 erreichte er in der Twenty20-Serie gegen Simbabwe ein weiteres Fifty über 87 Runs und wurde abermals als Spieler des Spiels ausgezeichnet.
Zu Beginn der Saison 2021/22 war er Teil des afghanischen Teams bei der ICC Men’s T20 World Cup 2021. Seine beste Leistung dabei waren 46 Runs gegen Schottland in der Vorrunde. Im Januar 2022 erreichte er in der ODI-Serie gegen die Niederlande ein Century über 103 Runs aus 127 Bällen und wurde dafür als Spieler des Spiels ausgezeichnet. Im Februar gelang ihm ein weiteres Century über 106* Runs aus 110 Bällen in den ODIs in Bangladesch. Im Sommer gelang ihm in der Twenty20-Serie in Irland ein Fifty über 53 Runs. Beim im August und September stattfindenden Asia Cup 2022 erreichte er mit dem Team die Super-Four-Runde, wo er gegen Sri Lanka ein Fifty über 84 Runs erreichte, was jedoch nicht zum Sieg reichte. Dennoch wurde er als Spieler des Spiels ausgezeichnet. Daraufhin wurde er für den ICC Men’s T20 World Cup 2022 nominiert. In den Aufwärmspielen wurde er gegen Pakistan von Shaheen Afridi am Fuß getroffen und musste vom Feld getragen werden. Dennoch konnte er am Turnier teilnehmen. Seine beste Leistung dort waren 30 Runs gegen Australien. Nach dem Turnier erreichte er in der ODI-Serie in Sri Lanka zwei Fifties (53 und 68 Runs). Im Sommer 2023 gelangen ihm in Bangladesch im zweiten ODI ein Century über 145 Runs aus 125 Bällen wofür er als Spieler des Spiels ausgezeichnet wurde. Dies wiederholte er im zweiten Spiel der ODI-Serie gegen Pakistan im August (151 Runs aus 151 Runs). Beim Cricket World Cup 2023 konnte er bei den beiden Siegen gegen England (80 Runs) und Pakistan (65 Runs) jeweils ein Fifty erreichen.